# Cinematografía de terror gótico
Una película gótica es una cinematografía que se basa en la ficción o en la Narrativa gótica.
Dado que varios géneros cinematográficos definidos, incluidos la Ciencia ficción, el cine negro, el thriller y la comedia, han utilizado elementos góticos, es difícil definir claramente la película gótica como género. Los elementos góticos también han infundido el género cinematográfico de terror, aportando elementos sobrenaturales  de pesadilla. Para crear una atmósfera gótica, los cineastas han buscado crear nuevos trucos de cámara que desafíen las percepciones del público. 
Las películas góticas también reflejaron temas contemporáneos. Heidi Kaye, de A New Companion to The Gothic, dijo que "imágenes fuertes, un enfoque en la sexualidad y un énfasis en la respuesta del público" caracterizan las películas góticas como lo hicieron con las obras literarias. 
La Enciclopedia del Gótico dijo que la base del cine gótico era la combinación de literatura gótica, melodrama escénico y expresionismo alemán.

En The Cambridge Companion to Gothic Fiction, Misha Kavka dice que el cine gótico no es un género establecido, sino que aporta imágenes, tramas, personajes y estilos góticos a las películas. Estos elementos se encuentran a menudo en "la categoría más amplia de terror". Kavka cita la definición de gótico de William Patrick Day: "[nos] atormenta con miedo, tanto como tema como como efecto; sin embargo, lo hace no principalmente a través de personajes o tramas o incluso del lenguaje, sino a través del espectáculo". El cine se adapta a la definición gótica al crear imágenes que establecen el espectáculo.

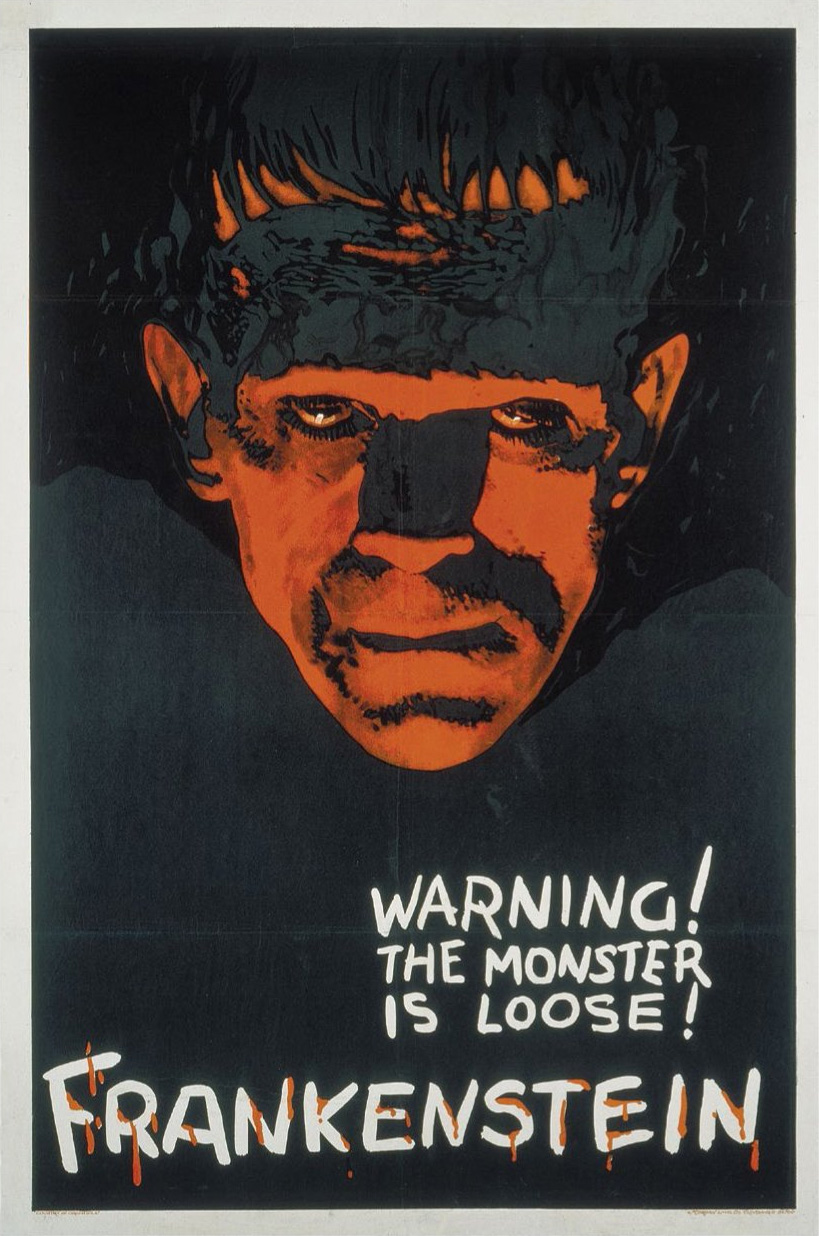
Poster de la película Frankestein (1931), con el rostro del actor Boris Karloff. Ilustración por Karoly Grosz.

## Películas notables
Cuando el British Film Institute lanzó en 2013 un programa que celebraba películas y programas de televisión con temas góticos, The Guardian identificó las siguientes como las diez mejores películas góticas (ordenadas por año):
1. Nosferatu, eine Symphonie des Grauens (1921)
2. Drácula (1931)
3. Frankenstein (1931)
4. Rebecca (1940)
5. Dracula (1958)
6. The Pit and the Pendulum (1961)
7. Rosemary's Baby (1968)
8. Suspiria (1977)
9. Los viajeros de la noche (Near Dark) (1987)
10. El orfanato (2007)

## Otros arquetipos de películas
- El gabinete del doctor Caligari (1920), de Robert Wiene.
- La torre de los siete jorobados  (1944), de Edgar Neville.
- Drácula, de Bram Stoker (1992), de Francis Ford Coppola.
- Frankenstein de Mary Shelley (1994), de Kenneth Branagh.
- Sleepy Hollow (1999) de Tim Burton.
- los otros (2001), de Alejandro Amenábar.
- El fantasma de la ópera (2004), de Joel Schumacher.
- Sweeney Todd (2008) de Tim Burton.
- The Woman in Black (2008) de James Watkins.
- El Hombre Lobo (2010) de Joe Johnston.
- La cumbre escarlata (2015), de Guillermo del Toro.
- Nosferatu (2024), de Robert Eggers